# Alyssum argenteum
Alyssum argenteum är en korsblommig växtart som beskrevs av Carlo Allioni. Alyssum argenteum ingår i släktet stenörter, och familjen korsblommiga växter. Inga underarter finns listade i Catalogue of Life.